# Deir Ballut
Deir Ballut, en arabe : دير بلّوط, est une ville du gouvernorat de Salfit en Palestine. Elle est située à quinze kilomètres à l'ouest de Salfit au nord-ouest de la Cisjordanie.
Selon le recensement du bureau central palestinien des statistiques, la localité compte une population de 3 873 habitants en 2017.